# 1579 Herrick
1579 Herrick је астероид са пречником од приближно 42,73 .
Афел астероида је на удаљености од 3,875 астрономских јединица (АЈ) од Сунца, а перихел на 2,979 АЈ.
Ексцентрицитет орбите износи 0,130, инклинација (нагиб) орбите у односу на раван еклиптике 8,781 степени, а орбитални период износи 2318,130 дана (6,346 година).
Апсолутна магнитуда астероида је 10,68 а геометријски албедо 0,051.
Астероид је откривен 30. септембра 1948. године.